# Treinta y Tres Orientales

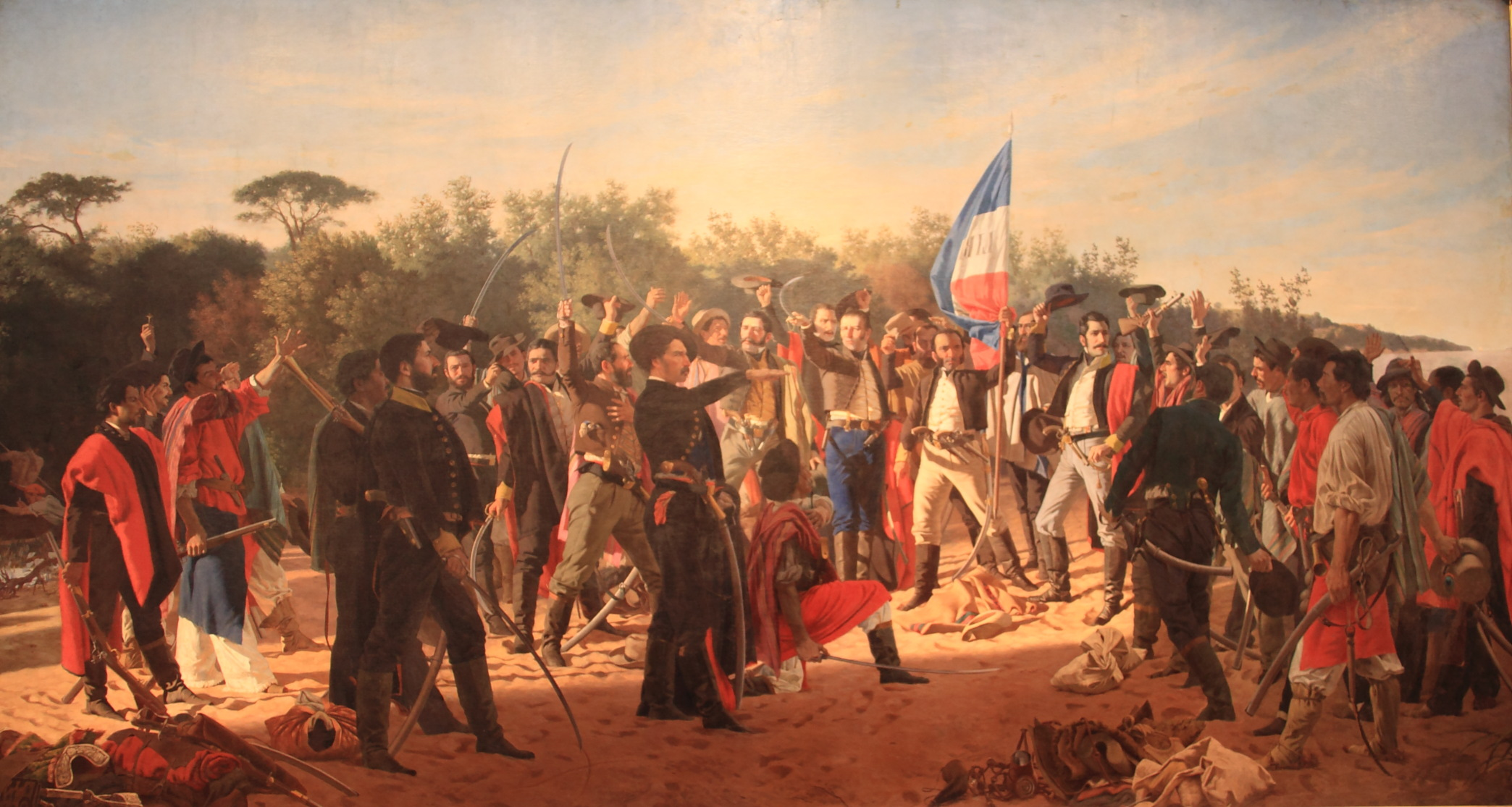
El Juramento de los Treinta y Tres Orientales, Juan Manuel Blanes
Óleo sobre tela 311 x 546 cm Museo Juan Manuel Blanes.

Los Treinta y Tres Orientales es el nombre con el que se conoce a los hombres que, liderados por Juan Antonio Lavalleja y Manuel Oribe, en 1825, emprendieron una insurrección para reincorporar la Banda Oriental (territorio que comprendía lo que hoy es Uruguay) a las Provincias Unidas del Río de la Plata.
Dada la indefinición de la guerra entre las Provincias Unidas del Río de la Plata y el Imperio del Brasil, ambos estados acordaron, con la mediación de lord Ponsomby de Inglaterra, establecer un nuevo país el Estado Oriental del Uruguay, actual Uruguay, por lo que el objetivo original de la lucha (esto es, la reincorporación de la Banda Oriental a las Provincias Unidas del Río de la Plata) mutó en la independencia uruguaya.

## La organización
Uno de los jefes de aquel grupo, Lavalleja, que había combatido contra los portugueses y brasileños junto a José Gervasio Artigas, organizó una expedición militar con el objetivo de expulsar a los brasileños y reunir a la Provincia Oriental con las Provincias Unidas del Río de la Plata, tal como había sido la intención del movimiento.
La expedición, que resultó en la Cruzada Libertadora, contó con el apoyo de algunos ganaderos y saladeristas de la provincia de Buenos Aires que veían en la ocupación brasileña de la Provincia Cisplatina un peligro para sus intereses, ya que los saladeros porteños habían visto mermados sus mercados regionales por la competencia de sus similares de Río Grande del Sur, que se nutrían de las arreadas de ganado de los campos de la Cisplatina.
El brigadier Juan Manuel de Rosas, uno de los representantes más caracterizados de ese grupo, había hecho llegar a los exiliados orientales una importante contribución financiera. Los ricos hacendados Julián Panelo de Melo, Miguel Riglos, Ramón Larrea, Félix de Álzaga, Juan Pedro Aguirre y Mariano Fragueiro, Juan José de Anchorena, primo de Rosas, entre otros, también financiaron con dinero.
En 1868 Rosas trasmitía desde su exilio en Southampton datos curiosos acerca de esa expedición: 

"Recuerdo, [dice],  al fijarme en los sucesos de la Provincia Oriental la parte que tuve en la empresa de los 33 patriotas". Refiere al itinerario y el objeto aparente de su viaje, tal como queda narrado, y agrega: «Ello crea una trampa armada a las autoridades brasileras en esa provincia (la Oriental) para que no sospecharan el verdadero importante objeto de mi viaje, que era conocer personalmente la opinión de los patriotas, comprometerlos a que apoyasen la empresa, y a ver el estado y número de las fuerzas brasileras. Así procedí de acuerdo en un todo con el ilustre don  Juan Antonio Lavalleja; y fui también quien facilitó una gran parte del dinero necesario para la empresa de los Treinta y Tres Orientales...»

A primeros de 1823 Lavalleja comisionó a Gregorio Sanabria, quien más tarde integraría la Cruzada, para que pasara desde Buenos Aires a Colonia, San José y Soriano, contactando con varios patriotas, preparando así la gesta libertadora. Sanabria informó a Lavalleja de su gestión por carta de 14-3-1823, custodiada en el archivo de Entre Ríos, con copia en la carpeta 12 de antecedentes y archivos del Museo histórico nacional del Uruguay.  
Desde 1824 un grupo de destacados orientales conspiraba dentro de Buenos Aires con el propósito de organizar un movimiento capaz de devolver a la Banda Oriental su estatus de Provincia de las Provincias Unidas del Río de la Plata.

## El desembarco

Bandera de los Treinta y Tres Orientales

El 1 de abril de 1825 una avanzada de la expedición al mando de Manuel Oribe embarcó en el puerto bonaerense de San Isidro, la épica hazaña inició en la localidad hoy llamada Beccar y desembarcó en una isla del Brazo Largo del río Paraná. El grueso al mando de Lavalleja partió poco después pero, demorado por un fuerte temporal, los expedicionarios se reunieron recién el 15 de abril.

En la noche del 18 de abril Lavalleja y sus hombres embarcaron y avanzaron cuidadosamente por las islas del delta del Paraná, evitando la vigilancia de la flota brasileña. Aprovechando la oscuridad, cruzaron el río Uruguay en dos lanchones y desembarcaron en la Playa de la Agraciada, también conocida como «Arenal Grande», la madrugada del día 19 de abril. Allí desplegaron la bandera de tres franjas horizontales roja, azul y blanca, colores tradicionalmente usados desde los tiempos de Artigas, no solo en la Provincia Oriental sino también en otras de la región rioplatense.

## Cuántos y quiénes fueron los Treinta y Tres Orientales
El número de los expedicionarios de 1825 ha sido objeto de diversas controversias a partir de la existencia de varias listas de integrantes, publicadas entre 1825 y 1832. Según una investigación de Jacinto Carranza durante los años cuarenta, existen 16 listas diferentes de nombres y en total se menciona a 59 personas. Si bien el número de 33 es el oficialmente aceptado, los nombres difieren de un listado al otro. También debe sumarse el hecho de las deserciones de algunos de ellos, lo que hizo que sus nombres no fueran incluidos posteriormente.
Finalmente, cabe agregar que no todos eran orientales, ya que según el historiador Aníbal Barrios Pintos, hubo cuatro argentinos, cuatro paraguayos y uno nacido en Mozambique (Joaquín Artigas). El cordobés Simón del Pino fue el único de los cruzados que estampó su firma en el acta de la Declaratoria de la Independencia.
La lista de los Treinta y Tres, generalmente reconocidos está compuesta por:
- Juan Antonio Lavalleja
- Francisco Lavalleja
- Manuel Lavalleja
- Juan Acosta
- Basilio Araújo
- Juan Arteaga, quien hallaría la muerte en la batalla de Ituzaingó, es incluido en varios listados
- Felipe Carapé
- Andrés Cheveste
- Carmelo Colman
- Manuel Freire
- Javier Chávez Zibil
- Santiago Gadea
- Tiburcio Gómez
- Ignacio Medina
- Manuel Meléndez
- Avelino Miranda
- Santiago Nievas
- Ignacio Núñez
- Dionisio Oribe
- Manuel Oribe
- Juan Ortiz
- Ramón Ortiz
- Simón del Pino
- Celedonio Rojas
- Juan Rosas
- Gregorio Sanabria
- Atanasio Sierra
- Andrés Spikerman
- Juan Spikerman
- Jacinto Trápani
- Agustín Velázquez
- Pablo Zufriategui
- Andrés Areguatí

## Representaciones artísticas
En 1854 la artista Josefa Palacios realizó la primera representación pictórica del desembarco, pintado en óleo sobre tela. En 1877 el suceso sería plasmado por el pintor Juan Manuel Blanes. En 1952 el cineasta Miguel Ángel Melino dirige la película uruguaya de cine histórico en blanco y negro titulada El Desembarco de los 33 Orientales.